# Agorius
Agorius es un género de arañas araneomorfas de la familia Salticidae. Se encuentra en el sureste de Asia y Melanesia. 

## Lista de especies
Según The World Spider Catalog 14.5,:
- Agorius baloghi Szüts, 2003
- Agorius borneensis Edmunds & Prószyński, 2001
- Agorius cinctus Simon, 1901
- Agorius constrictus Simon, 1901
- Agorius formicinus Simon, 1903
- Agorius gracilipes Thorell, 1877
- Agorius kerinci Prószyński, 2009
- Agorius lindu Prószyński, 2009
- Agorius saaristoi Prószyński, 2009
- Agorius semirufus Simon, 1901